# 佩爾赫日莫夫縣

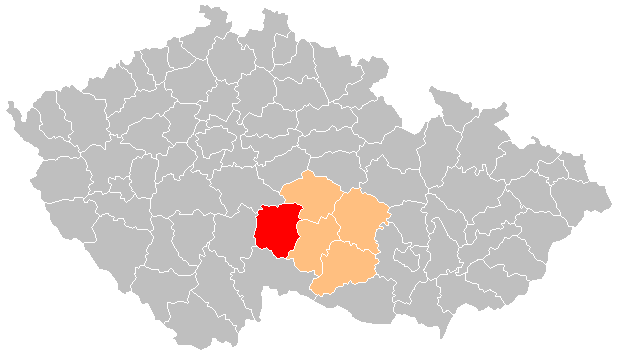

49°25′57″N 15°13′38″E / 49.43250°N 15.22722°E
佩爾赫日莫夫縣（捷克語：Okres Pelhřimov），是捷克的縣份，位於該國中部，由維索基納州負責管轄，首府設於佩爾赫日莫夫，面積1,290平方公里，2012年人口72,460，人口密度每平方公里56人。